# Lithospermum distichum
Lithospermum distichum är en strävbladig växtart som beskrevs av Casimiro Gómez de Ortega. Lithospermum distichum ingår i släktet stenfrön, och familjen strävbladiga växter. Inga underarter finns listade i Catalogue of Life.